# Filmfest Schleswig-Holstein
Das Filmfest Schleswig-Holstein zeigt Filme aus dem Land und über das Land Schleswig-Holstein und findet seit 1993 in Kiel statt. Die für den Wettbewerb ausgewählten Filme müssen durch Handlung, Drehort, Herkunft oder Förderung einen Bezug zum Bundesland haben. Neben Spielfilmen werden auch Experimente, Animationen oder transmediale Projekte mit einbezogen. Ein besonderer Schwerpunkt liegt allerdings traditionell auf dem Dokumentarfilm.
Am Samstag findet traditionell der Kurzfilmabend statt, die Filmpreise werden anschließend in Form eines Buddelschiffs von einer wechselnden Jury verliehen. Das Filmfest Schleswig-Holstein (bis 2013 Filmfest Schleswig-Holstein - Augenweide) wird seit 1993 gemeinsam von der Filmwerkstatt Kiel der Filmförderung Hamburg Schleswig-Holstein, dem Verein Filmkultur Schleswig-Holstein e.V. (früher: Kulturelle Filmförderung Schleswig-Holstein) und dem Kino in der Pumpe Kiel veranstaltet.
Zunächst fand das Filmfestival im zweijährlichen Rhythmus statt, seit 2001 jährlich. Das Festival ist an Filmemacher und Interessierte am schleswig-holsteinischen Film gerichtet. Es präsentiert Arbeiten, die von der Filmförderung Hamburg Schleswig-Holstein unterstützt wurden, die in diesem Bundesland entstanden oder von „Landeskindern“ außerhalb Schleswig-Holsteins realisiert worden sind.